# 에스델기

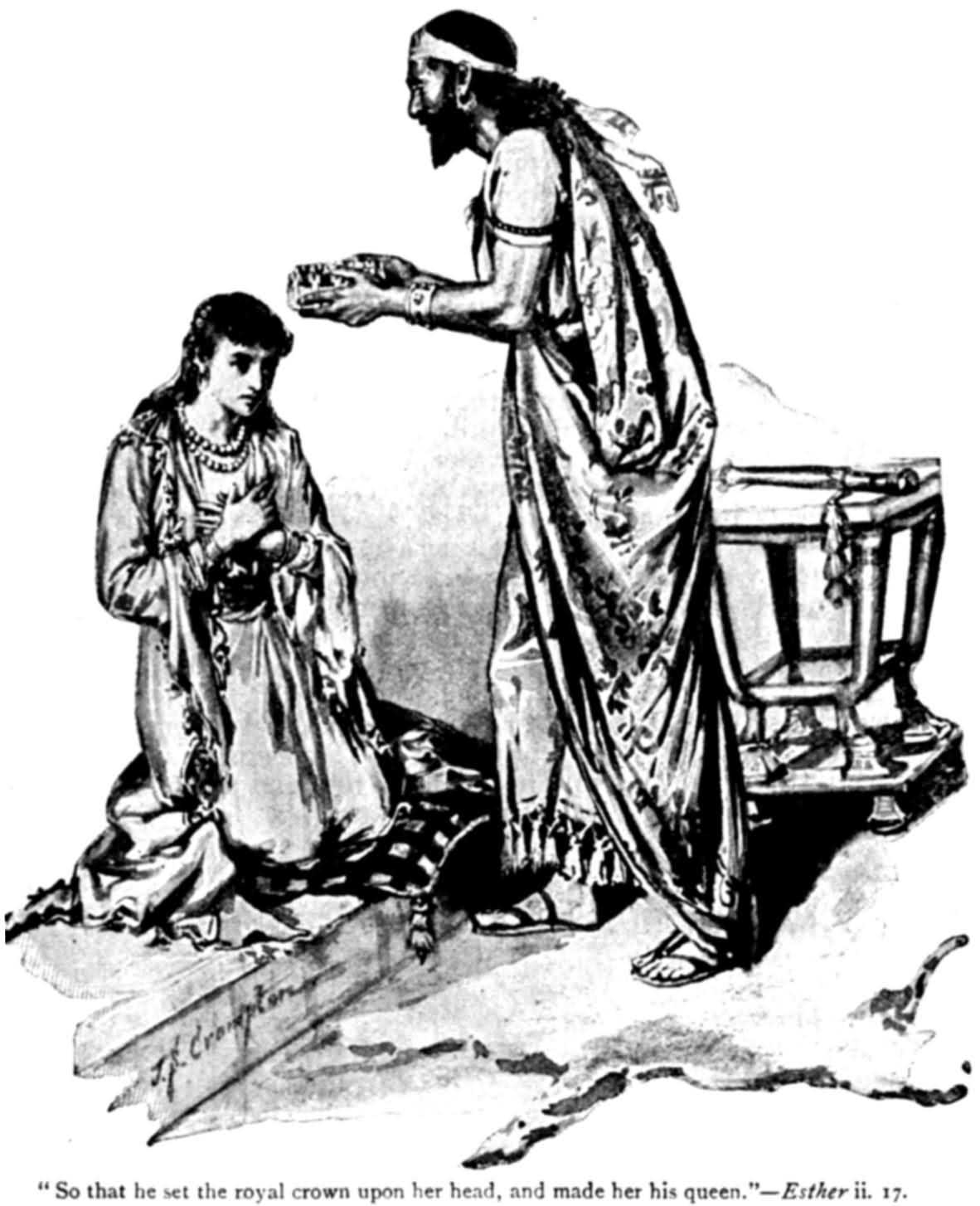

에스델(-記, 히브리어: אסתר 에스테르, 그리스어: Ἐσθήρ 에스티르[*], 영어: Book of Esther)은 구약성경의 일부로, 개신교에서는 에스더, 가톨릭에서는 에스테르라고 한다.
기독교에서는 특히 이 문헌의 정경성이 오랜 기간 의심받아 왔다. 2세기에 처음 기독교의 구약성경 목록을 제시한 멜리토는 에스더를 성경 목록에 넣지 않고 대신 2정경 문헌인 지혜서를 넣었다. 성경 목록이 처음 공식 제안된 라오디케아 공의회에서 에스더를 포함할 것을 결정하였으나, 비슷한 시기의 아타나시우스는 정경 목록을 제안한 부활절 서신에서 에스더를 제외하고 바룩서를 정경으로 제시하였다. 제롬의 불가타 성경과, 카르타고 공의회에서 정경으로 확정함으로써 기독교에서 보편적인 성경으로 받아들여지게 되었다. 그러나 70인역의 그리스어 추가 부분은 개신교에서 외경으로 제외한다.
에스델기와 아가서는 히브리어 성경 또는 구약 성경에서 하나님을(ADONAI)을 언급하지 않는 유일한 책들이다. 이에 대한 전통적인 유대교 해석에 따르면, 에스델기의 서술 속에 하나님의 명백한 개입이 없는 것은 아무런 작용을 하지 않은 것이 아니라 겉보기에 우연적이거나 개인적인 것으로 보이는 사건과 행동을 통해 작용한 것으로, 에스델기는 이려한 경우를 보여주는 예라고 본다.
학자들은 에스델기가 역사서가 아니라 역사적 사실이 일부 포함된 중편 역사 소설이라고 본다. 대체로, 부림절의 기원을 제공하기 위하여 만들어진 픽션이라고 본다.

## 내용
페르시아 제국의 아하수에로스 황제는 인디아와 페르시아 지역을 다스리는 황제이었다.
아하수에루스 황제는 축제에서 술을 마시다가 왕비 와스디의 미모를 자랑하고자 황후를 부른다. 그녀가 나타나기를 거부하자, 황제는 새로운 황후를 찾는다. 에스텔의 사촌이었던 모르드개는 페르시아 제국에 잡혀 온 유대인들 중에 하나였다. 에스텔은 고아로, 모르드개의 보호하에 있었다. 황후를 찾는 황제의 명령이 떨어지자, 에스텔은 왕궁으로 불려갔다. 에스텔은 높은 직책에 올라갔지만, 그녀는 검소한 생활을 하였다. 황제는 사랑에 빠져 그녀를 황후로 삼는다.
모르드개는 아말렉 출신이며 고관 대신이었던 하만에게 절하는 것을 거부하였다. 이에 분을 느낀 하만은 황제에게 고하여 전 제국의 유대인을 학살할 수 있는 권한을 얻었다. 모르드개는 이것을 먼저 알아채고, 에스텔에게 이야기 하여, 황제에게 간청해서 이 명을 거둬 달라고 요청한다. 하지만, 에스텔은 모르드개의 말을 듣고 주저한다. 그 이유는 황제가 부르지도 않았는데, 황제에게 임의로 나아가는 경우, 황제가 만나기를 거부하면 죽음을 당하는 당시 규칙 때문이었다.
에스텔은 전 유대인들에게 삼일간 금식을 선포하고 본인도 같이 금식한 후, 황제에게 나아간다. 황제는 에스텔의 미모에 에스텔을 부르게 되고, 모든 명을 다 들어 주겠다고 약속한다. 황제에게 하만을 초청하도록 간청하고, 하만 앞에서 하만이 왕비를 포함한 모든 유대 민족을 말살하려는 것을 황제에게 고하였다. 놀란 하만은 에스텔 앞에 엎드렸으나, 황제는 그녀를 공격하는 것으로 인식하여 더욱 진노하게 된다. 이에 하만은 처형되고, 하만의 모든 소유는 에스텔에게 주게 된다. 그리고, 유대인 학살의 명을 거두도록 청하고, 모르드개에게 관련 내용의 전권을 위임한다. 그들은 황제의 이름으로 유대인들이 모여서 스스로를 방어하고, 위해하려는 자를 죽일 수 있도록 하는 조서를 각지에 내리게 된다. 하만이 유대인을 죽이려던 아달월 13일에 유대인들이 유대인 혐오세력을 몰아내게 되었다.
아달월 13일 부림절은 하만이 유대인을 죽이려던 순간에 오히려 유대인이 대적자들을 물리치게 된 날이다. 유대인에게는 목숨을 건지고, 대적을 이긴 기쁜 날로써, 유대인들은 그 날을 기념하여 연간 절기인 부림절로 정하였다. 또한 모르드개는 황제보다 다음가는 사람이 되었으며, 그는 유대인들에게 큰 존경을 받았다고 한다.

## 구조
- 1장 - 와스디 왕후 폐위
- 2장
  - 1-18 - 에스더가 왕후가 되다
- 3장 - 하만이 유다 사람을 멸하고자 하다
- 4장 - 에스더가 백성을 구원하겠다고 하다
- 5장
  - 1-8 - 에스더가 왕과 하만을 잔치에 청하다
  - 9-14 - 하만의 음모
- 6장 - 왕이 모르드개를 존귀하게 하다
- 7장 - 하만의 몰락
- 8장 - 유다 사람들에게 살길이 열리다
- 9장
  - 1-19 - 유다 사람이 대적들을 진멸하다
  - 20-32 - 부림일
- 10장 - 왕과 모르드개가 높임을 받다

## 같이 보기
- 에스테르 (인물)